# Bert Glennon
Bert Glennon (* 19. November 1893 in Anaconda, Montana; † 29. Juni 1967 in Los Angeles, Kalifornien) war ein US-amerikanischer Kameramann.

## Leben
Bert Glennon begann schon vor einem Studium in Stanford bei den Keystone Studios zu arbeiten und war nach einigen Jahren als Kameraassistent im Jahr 1923 einer der verantwortlichen Chefkameraleute für den Monumentalfilm Die Zehn Gebote. In den folgenden Jahren arbeitete er mehrfach mit den Regisseuren Josef von Sternberg und Ernst Lubitsch zusammen und erwies sich als besonders kompetent in der filmischen Darstellung von Gesichtern. Nach dem Übergang zum Tonfilm begann eine langjährige und erfolgreiche Zusammenarbeit mit dem Regisseur John Ford. Seine Vielseitigkeit stellte Glennon auch mit der Bildgestaltung für mehrere 3-D-Filme unter Beweis.
Bei der Oscarverleihung 1940 war er zwei Mal in der Kategorie Beste Kamera nominiert: Einmal zusammen mit Ray Rennahan für Trommeln am Mohawk im Bereich Farbe, sowie für Ringo im Bereich Schwarzweiß. Für seine Arbeit an Dive Bomber erhielt er 1942 eine weitere Oscarnominierung. 

## Filmografie (Auswahl)
- 1923: Die Zehn Gebote (The Ten Commandments)
- 1924: Triumph (Triumph)
- 1924: Vertauschte Frauen (Changing Husbands)
- 1925: Eine mondäne Frau (A Woman of the World)
- 1925: Im Tale der wilden Pferde (Wild Horse Mesa)
- 1926: Korsaren (Old Ironsides)
- 1926: Die Königin der Riviera (Good and Naughty)
- 1927: Unterwelt (Underworld)
- 1927: Geständnisse einer Frau (The Woman on Trial)
- 1928: Der König von Soho (The Street of Sin)
- 1928: Der Patriot (The Patriot)
- 1928: Sein letzter Befehl (The Last Command)
- 1932: Blonde Venus
- 1933: Zwischen heut und morgen (Gabriel Over the White House)
- 1933: Morgenrot des Ruhms (Morning Glory)
- 1933: Alice im Wunderland (Alice in Wonderland)
- 1933: Christopher Strong
- 1934: Die scharlachrote Kaiserin (The Scarlet Empress)
- 1935: Zeig’ kein Erbarmen! (Show Them No Mercy!)
- 1935: Luxusmädel (Lottery Lover)
- 1936: Sonnenmädel (Dimples)
- 1936: Signale nach London (Lloyd’s of London)
- 1936: Der Gefangene der Haifischinsel (The Prisoner of Shark Island)
- 1937: … dann kam der Orkan (The Hurricane)
- 1939: Der junge Mr. Lincoln (Young Mr. Lincoln)
- 1939: Ringo (Stagecoach)
- 1939: Trommeln am Mohawk (Drums Along the Mohawk)
- 1939: Swanee River
- 1940: Unsere kleine Stadt (Our Little Town)
- 1940: The Howards of Virginia
- 1941: Der Drache wider Willen (The Reluctant Dragon)
- 1941: Sein letztes Kommando (They Died with Their Boots On)
- 1941: Dive Bomber
- 1942: Sabotageauftrag Berlin (Desperate Journey)
- 1943: Botschafter in Moskau (Mission to Moscow)
- 1943: This Is the Army
- 1943: Liebeslied der Wüste (The Desert Song)
- 1944: Bestimmung Tokio (Destination Tokyo)
- 1944: Hollywood Canteen
- 1945: Ein Mann der Tat (San Antonio)
- 1947: The Red House
- 1948: Ohne Erbarmen (Ruthless)
- 1949: Rotes Licht (Red Light)
- 1950: Rio Grande
- 1951: Unternehmen Seeadler (Operation Pacific)
- 1951: Der Seewolf von Barracuda (The Sea Hornet)
- 1952: Für eine Handvoll Geld (The Big Trees)
- 1953: Das Kabinett des Professor Bondi (House of Wax)
- 1956: Flußpiraten (Davy Crockett and the River Pirates)
- 1960: Der schwarze Sergeant (Sergeant Rutledge)